# 森の伝説
『森の伝説』（もりのでんせつ）は、手塚治虫の未完のアニメーション映画。1987年12月18日に第一楽章と第四楽章が完成し、1988年2月13日に上映された。一部短編『モモンガのムサ』を踏襲している。
未制作となっていた第二楽章と第三楽章のうち、第二楽章は、2014年8月21日に、手塚治虫の息子の手塚眞の手により制作・公開された。

## 概要
手塚の構想10年に亘るアニメ大作映画として製作された、手塚版『ファンタジア』とでも言うべき内容の作品である。当初は、ディズニー以前のアニメ創成期から現代テレビ・アニメに至るまでのアニメーションの歴史をパロディとして織り込んだ、手塚アニメの集大成として作られるはずだった。しかし、1988年に腹部の痛みで半蔵門病院に入院、後に胃癌と発覚し、製作は不可能となり、翌1989年に手塚が死去したことで遺作の一つとなった。
これに伴い、作品は未完になると見られていたが、2000年に原典『ファンタジア』が『ファンタジア2000』として続編を発表したことがきっかけとなり、2003年にIMAXシアター用にリマスター版が再上映された。さらにそれを機に、本作自体への再評価の動きが見られ、2008年に息子の手塚眞が実製作部分の第二、第三楽章を製作することを発表している。
2014年に第二楽章が完成する。完成まで6年かかったことについて、手塚眞は「試行錯誤を重ねる間に時間がかかり、さらに東日本大震災の影響で制作が中断していたため」と語っている。

## キャスト
- レオ：野恭子
- ココ・スパイダー：肝付兼太

## スタッフ
- 原案・構成・キャラクターデザイン：手塚治虫
- 監督：手塚治虫、宇井孝司
- 美術監督：斎藤雅巳
- 音響監督：宇井孝司
- 音楽：チャイコフスキー作曲 交響曲第4番.Op.36
- 演奏：東京交響楽団
- 指揮：小林研一郎
- 背景：石津節子、高遠和茂、千々波美恵子
- 原画：吉村昌輝、小林準治、瀬谷新二、野間吐史、半田輝雄、川尻善昭、兼森儀典、鈴木伸一
- 動画：喜多村直子、岡村隆、石黒あつし
- イラストレーション：香取正樹
- 動画チェック：加納薫
- 色指定：藤田理香
- 特殊効果：前川孝
- 撮影監督：藤田正明
- 音響効果：倉橋静男
- 撮影：虫プロダクション
- 編集：尾形治敏
- プロデューサー：松谷孝征
- アシスタントプロデューサー：久保田稔

## 受賞
- 第42回毎日映画コンクール・第25回大藤信郎賞[3][4]
- 第10回ザグレブ国際アニメーション映画祭CIFEJ賞（青少年映画賞）[3]
- ブール=カン=ブレス青少年のためのアニメーション映画祭青少年審査員短編部門賞[3]
- 第18回文化庁メディア芸術祭アニメーション部門審査委員会推薦作品

## 第二楽章
2014年8月21日、第15回広島国際アニメーションフェスティバルにおいて初公開、その後、9月5日から14日まで横浜市西区みなとみらいのブリリア・ショートショートシアターで開催された「「森の伝説 第二楽章」完成記念 手塚治虫アートアニメーション特集上映」において上映された。

### スタッフ
- 原案・脚本 - 手塚治虫
- 監督 - 手塚眞
- 音楽 - チャイコフスキー 交響曲第四番より（指揮 小林研一郎）
- 企画 - 松谷孝征、清水義裕
- プロデューサー - 宇田川純男
- キャラクターデザイン/作画監督 - 杉野昭夫
- キーアニメーター - 内田裕
- 美術デザイン/美術監督 - 河野次郎
- 撮影監督 - 塩川智幸
- 色彩設定/色指定 - 小林美代子
- 絵コンテ - 手塚眞
- 演出 - 吉村文宏
- 原画 - 杉野昭夫、内田裕、三浦菜奈、山田桃子、青木一紀、中村路之将、斉藤圭太、篠原隆、吉村昌輝、小林準治、河口俊夫、片山みゆき

### 受賞
- 第18回文化庁メディア芸術祭アニメーション部門審査委員会推薦作品[7]